# Stenoluperus nipponensis
Stenoluperus nipponensis is een keversoort uit de familie bladkevers (Chrysomelidae). De wetenschappelijke naam van de soort werd in 1911 gepubliceerd door Laboissiere.